# Raadhuis Amstelveen
Het Raadhuis Amstelveen is het gemeentehuis van de gemeente Amstelveen in de Nederlandse provincie Noord-Holland en gelegen aan de Laan Nieuwer-Amstel 1 aan de Poel nabij het oude dorp.

## Geschiedenis
De gemeente Nieuwer-Amstel, zoals de gemeente tot 1964 heette, werd eeuwenlang bestuurd vanuit het rechthuis in Amstelveen dat werd afgebroken in 1787. Het gemeentebestuur ging toen vergaderen in de verspreidt door de gemeente liggende herbergen waaronder laatstelijk de Bergenvaarderskamer gelegen aan de Amsteldijk. Dit werd door de groei van met namelijk het noordelijke gedeelte van het gemeente eind 19e eeuw spoedig te klein en werd in 1890 afgebroken.
Daarom werd tussen 1889 en 1892 op die plaats gebouwd aan een nieuwe raadhuis dat ook lag aan de Amsteldijk, toen nog Nieuwer-Amstel, maar dan een stuk noordelijker nabij de toenmalige Verversstraat (nu de Amsterdamse Tolstraat) en het tolhek dat de grens met Amsterdam markeerde.

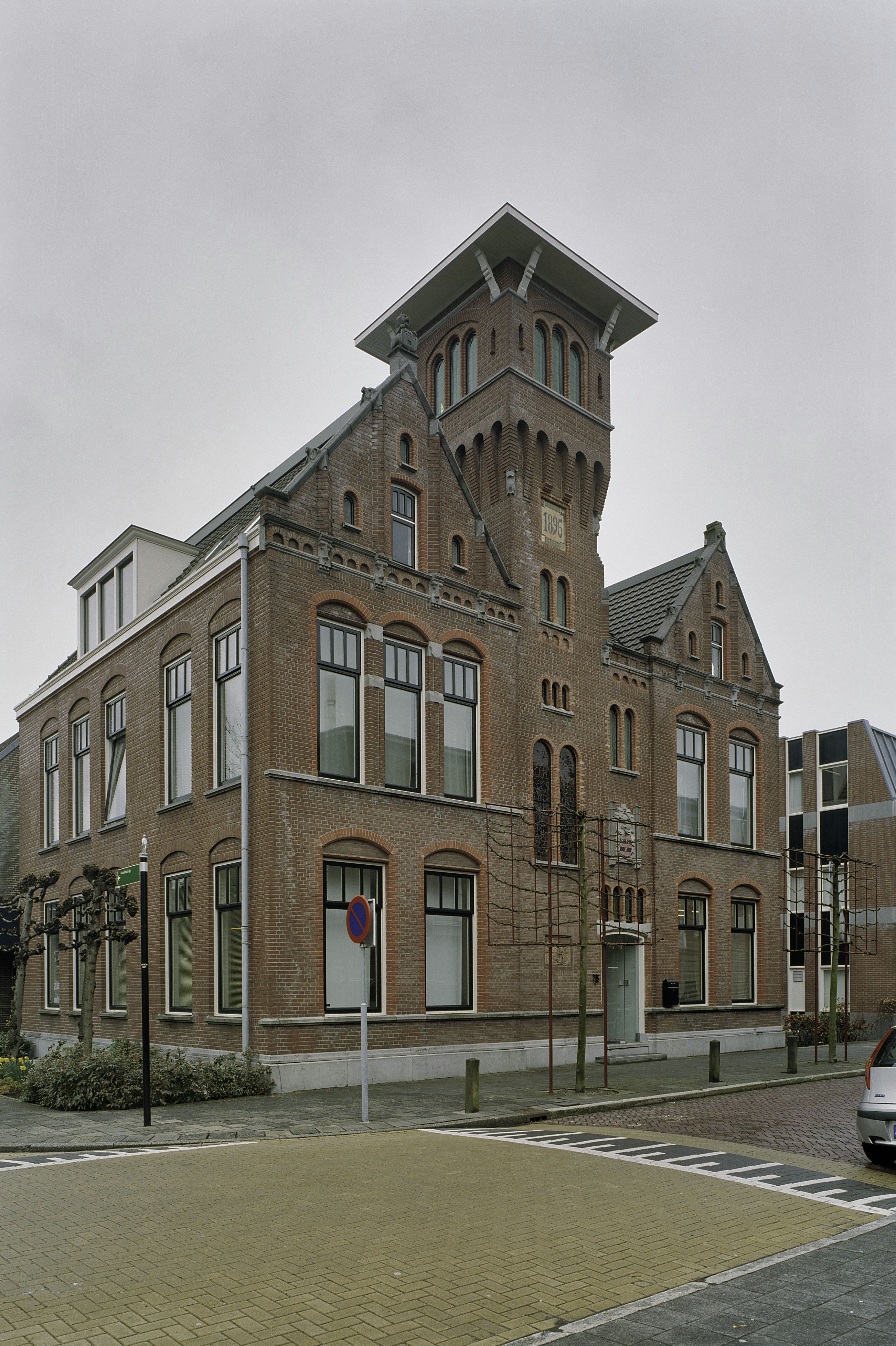
Oude gerenoveerde raadhuis in 2005

Na de annexatie van het noordelijk deel van de gemeente in 1896 verhuisde het gemeentebestuur van Nieuwer-Amstel noodgedwongen naar een nieuw klein raadhuis aan de Dorpsstraat 75 in het oude dorp en kwam ingebruik op 15 oktober 1896. In 1925 was het gebouw al te klein en werd besloten tot uitbreiding met een hulpsecretarie op het voormalige batterijterrein bij De Poel dat eind 1925 ingebruik kwam.
Inmiddels was aan het oude raadhuis in de Dorpstraat een extra complex aangebouwd en was nog ingebruik tot 1980. Na de opening van het nieuwe raadhuis werd het extra complex toen voor ƒ 1,00 verkocht en in verband met verzakking van het gebouw begin 1982 gesloopt. De architect John Webbers uit Amsterdam renoveerde het oorspronkelijke pand dat werd voorzien van een nieuwe fundering en min of meer in dezelfde stijl weer opgebouwd waarna het een kantoorfunctie kreeg.

## Huidig raadhuis

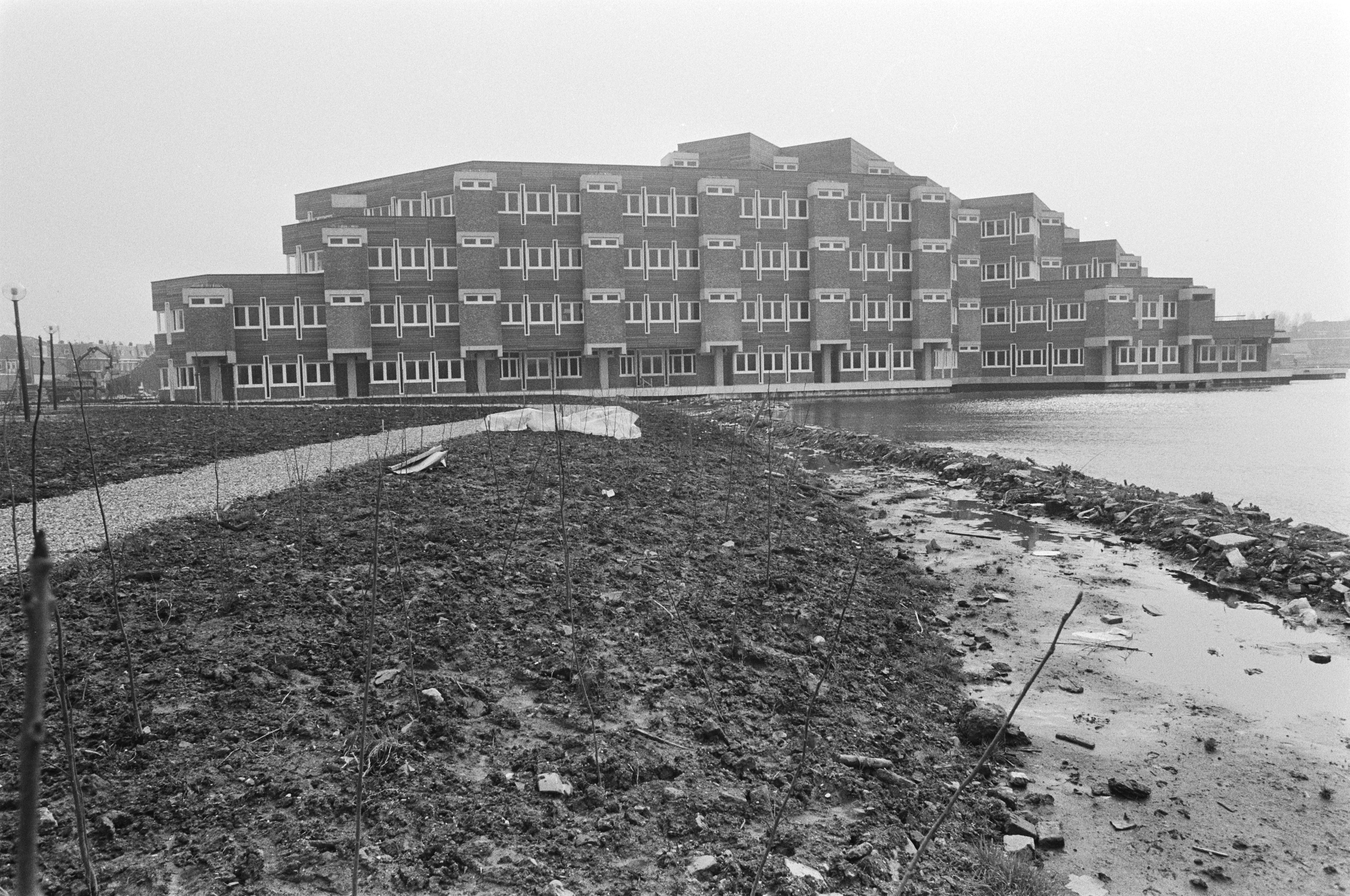
Raadhuis in 1980

Op 1 januari 1964 kreeg de gemeente Nieuwer-Amstel, waarvan aantal inwoners inmiddels was toegenomen van 3500 naar meer dan 56.000, de naam Amstelveen. Al spoedig waren er plannen voor een nieuw groter raadhuis en oorspronkelijk dacht men aan een plaats nabij Plein 1960 maar dat ging echter uiteindelijk niet door. Daarna viel het oog op een plaats aan de Poel nabij het oude dorp ongeveer op de plaats van het vroegere Lucas Pesiezwembad en pas eind jaren zeventig kon met de bouw worden begonnen.
Het gebouw is ontworpen door H. Maaskant van het architectenbureau Maaskant, Van Dommelen en Kroos en is gelegen aan de De Poel aan de Laan Nieuwer-Amstel. Het werd op 30 mei 1980 geopend door de burgemeester W.H.D. Quarles van Ufford. Het raadhuis is modern en ruim van opzet met meerdere vleugels variërend van twee tot vijf bouwlagen met daarbij veel glas en licht en is gelegen in een parkachtige omgeving. Het bevindt zich vlak bij het oude dorp en ligt daarmee nogal excentrisch gelegen ten opzichte van het stadshart. Het is per openbaar vervoer slechts beperkt bereikbaar vanaf het busstation, maar het parkeren is er sinds 2014 gratis.